# Интерсекс-флаг
Интерсекс-флаг был создан правозащитной интерсекс-организацией Intersex Human Rights Australia (ранее известной как OII Australia) в июле 2013 года. Организация стремилась создать символ без использования гендерных розовых и синих цветов. По замыслу жёлтый и фиолетовый цвета являются «гермафродитными». Круг описывается как «неразрывный и завершённый, символизирующий целостность, полноту и потенциал. Мы всё ещё боремся за телесную неприкосновенность и целостность половых органов, что символизирует наше право быть теми, кем мы хотим быть».

## Использование
В мае 2018 года Новая Зеландия стала первой страной, где интерсекс-флаг был поднят над зданием парламента.

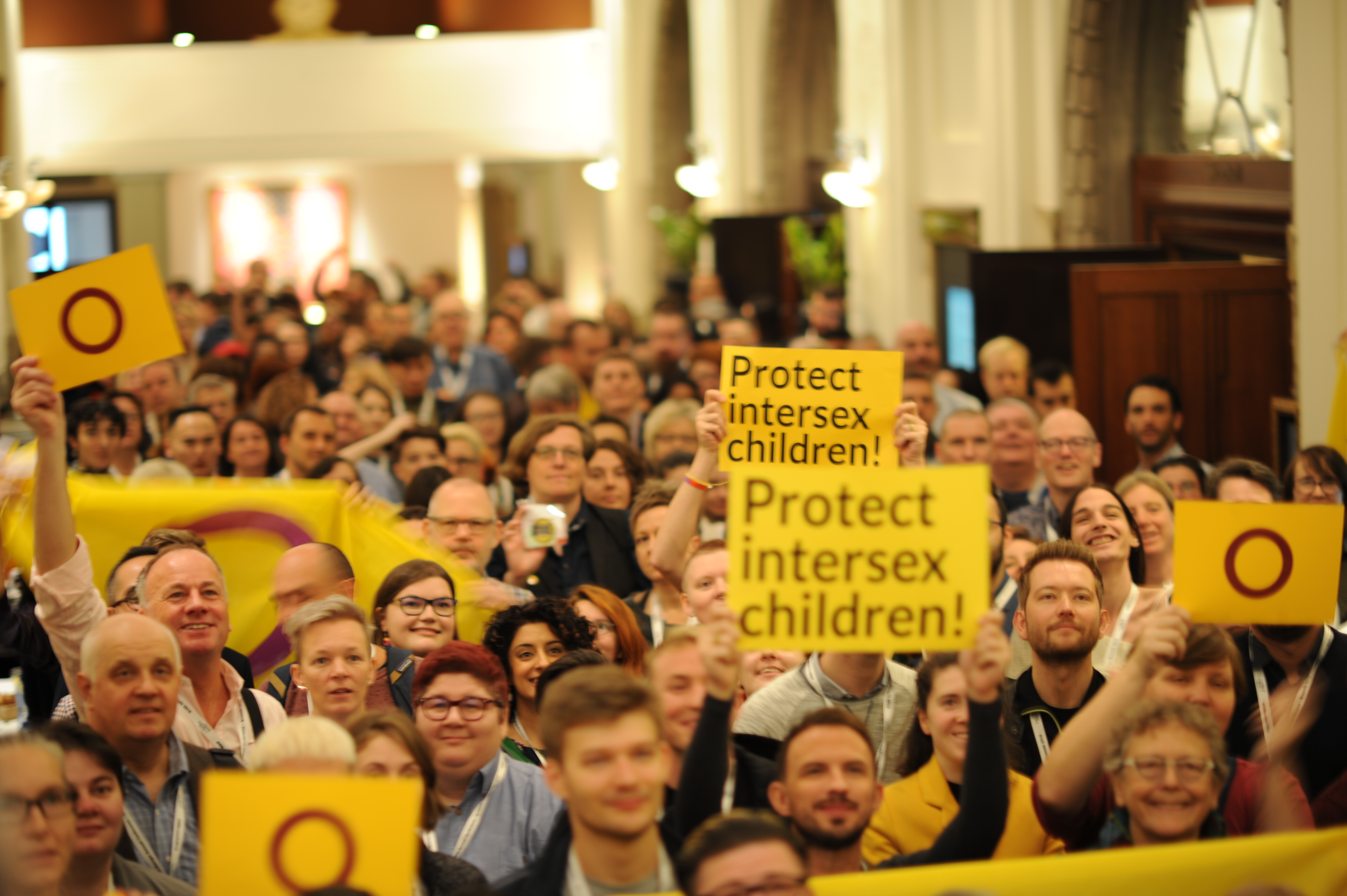
Конференция ILGA-Europe. Участники конференции с интерсекс-символикой в День интерсекс-людей, 2018 год.
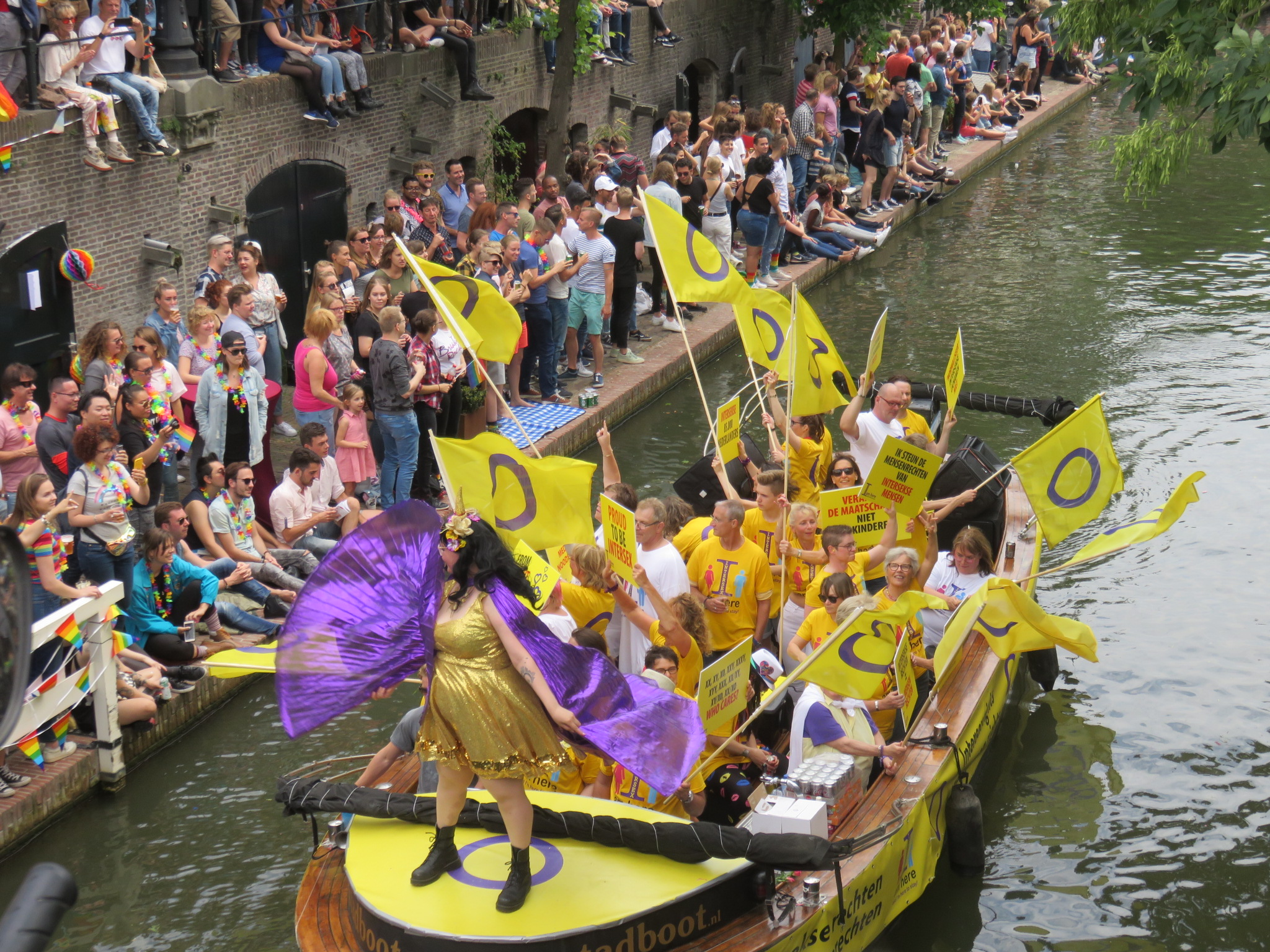
Интерсекс-активисты на лодке во время гей-парада в Утрехте 16 июня 2018 года